# Pointe de la Moye
La pointe de la Moye est une avancée terrestre qui se prolonge dans le sud de l'île de Guernesey dans les îles anglo-normandes.

## Toponymie
La pointe de la Moye est un terme français, la "moie" ou la "moye", qui désigne la couche tendre, disposée selon les lits de couches géologiques, dans une pierre dure et compacte. 

## Géographie
La pointe de la Moye est située dans la paroisse de La Forêt au sud de l'île de Guernesey, entre les paroisses de Saint-Pierre-Port au nord-est,  Saint-André-de-la-Pommeraye au nord-ouest et Saint-Martin à l'est. Elle constitue avec la pointe de Jerbourg et la pointe Icart, les trois avancées terrestres des paroisses de Saint-Martin et de La Forêt. 
À l'est s'étendent plusieurs baies formant autant de petites plages nichées dans des criques au milieu des falaises jusqu'à la pointe Icart. 
- La baie de La Bètte ;
- La baie Le Jaonnet ;
- La baie du Petit Bôt ;
- La baie du Portelet.

La pointe de la Moye se caractérise par de hautes falaises surplombant la mer à plus de cent mètres d'altitude. Elle se poursuit à l'ouest vers la vallée du Gouffre accessible par un chemin piétonnier escarpé surplombant la falaise.